# Байрак (Ізюмський район)
Ба́йрак — село в Україні, у Балаклійському районі Харківської області. Населення становить 205 осіб. До 2020 орган місцевого самоврядування — Новогусарівська сільська рада.

## Географія
Село Байрак знаходиться за 3 км від адміністративного центру ради села Нова Гусарівка та за 4 від м Балаклія, поруч автомобільна дорога Т 2110. Село впритул примикає до річки Сіверський Донець.

## Назва
Назва походить від слова байрак — балка, поросла травою.

## Історія
Село постраждало внаслідок геноциду українського народу, проведеного урядом СССР в 1932—1933 роках, кількість встановлених жертв у Байраках, Байраку-1, Байраку-2, Донецькому, Задонецькому, комуні Червоний Донець, Червоній Гусарівці, Щурівці, Гашновій (Гановій), Вільхуватці — 309 людей.
12 червня 2020 року, відповідно до Розпорядження Кабінету Міністрів України  № 725-р «Про визначення адміністративних центрів та затвердження територій територіальних громад Харківської області», увійшло до складу Балаклійської міської територіальної громади.
19 липня 2020 року, в результаті адміністративно-територіальної реформи та ліквідації Балаклійського району, село увійшло до складу новоутвореного Ізюмського району.

### Також
- Перелік населених пунктів, що постраждали від Голодомору 1932-1933, Харківська область

7 вересня внаслідок контрнаступу ЗСУ село звільнено від російських окупантів

## Пам'ятки
В 1984 р створений ботанічний заказник місцевого значення, площа 1 га.
Знаходиться в Балаклійському лісництві. Під пологом дубового рідколісся і на галявинах — зарості
конвалії, чистотілу великого, медунки лікарської. Біля села б'ють джерела з крейдяних гір. Смак у цієї води своєрідний, а її властивості цілком можуть стати об'єктом досліджень для медиків.